# Christian Erbach
Christian Erbach (1568-1635) fue un organista alemán.
Erbach nació en Gau-Algesheim, Mainz-Bingen, y comenzó a estudiar composición musical cuando era joven. Aparte de la ubicación de su nacimiento y el mero hecho de que él estudió el arte de la composición musical, la historia de la juventud de Erbach se desconoce.
Durante la mayor parte de su vida, Erbach ocupó el cargo de jefe o asistente de organista de la ciudad de Augsburgo. Uno lo puede considerar un compositor de respeto durante su vida debido a que muchos de sus estudiantes, tanto protestantes y católicos, se sentían atraídos por su extraordinario talento. La influencia sobre la música de Erbach fue principalmente de Venecia a pesar de las características indudables de Hans Leo Hassler dentro de su teclado. Las piezas más populares de Erbach incluyen 'En Ihren grossen Nöthen' (1609) y "Madrigal Tirsi morir '. Erbach murió en Augsburgo.
Fuera del contexto de la música instrumental, Erbach también escribió piezas para la iglesia. Él consideraba que tenía un oído fino para el órgano y se le consultó por lo tanto durante el desarrollo de varios instrumentos del siglo XVII.